# Santoalla (documental)
Santoalla és un documental estatunidenc del 2016 sobre el deteriorament de les relacions veïnals al poble de Santoalla (Petín). Va ser dirigit pels cineastes novaiorquesos Andrew Becker i Daniel Mehrer en el seu debut com a directors. La pel·lícula gira al voltant de la desaparició i l'assassinat de l'holandès Martin Verfondern el gener de 2010 i explica part de la seva vida amb la seva dona Margo Pool durant la dècada del 1990, 2000 i 2010. Es va estrenar internacionalment al Festival Internacional de Cinema d'Edimburg el 17 de juny de 2016 i va tenir una estrena limitada als Estats Units el 19 de juliol de 2017. S'ha emès al canal 33 amb el doblatge al català de les intervencions en anglès.
El documental va inspirar la pel·lícula As bestas dirigida per Rodrigo Sorogoyen.